# باسيل سودا
باسيل صودا هو مصمم أزياء لبناني , يقدم تصاميه للخياطة الرفيعة الملابس الجاهزة ضمن أسبوع الموضة في باريس.

## شهيرات ارتدين من باسيل صودا
كايتي بيري - كيري أندروود _ باريس هيلتون _ باولا عبدول _ إيميلي بلنت _ كريستينا أبلغيت _ دانا ديلاني _ كارلا جوجينو _ ميشيل رودريغز.